# 范曉萱
范曉萱（英語：Mavis Fan，1977年2月27日—），臺灣創作女歌手、音樂製作人、演員。目前音樂以爵士與摇滾曲風為主，同時她也是三金（金曲、金鐘、金馬）入圍者。

## 生平

### 早期生活
范曉萱生於台北，祖籍湖北仙桃，母親林智娟於17歲時生下范曉萱，兩歲時父母離異，抚养权归母亲，由母親靠酒吧驻唱谋生抚養長大。母親曾於華視1988年的八點檔連續劇《冰點》以藝名「林娟」演唱主題曲，也曾以藝名“D.D.”參與1997年范曉萱和IPIS蟑螂合唱團的合唱專輯《聖誕快樂Song》，2012年范母正式以藝名“Miss D.D”發行首張個人專輯，由范曉萱親自擔任製作人。
范曉萱3歲開始學習鋼琴，7歲進入光仁小學音樂班，9歲開始學習長笛，接下來國高中都就讀於臺北縣私立光仁高級中學音樂班。在12歲那年，范曉萱首次創作了班上的畢業歌曲，也創作了〈自言自語〉的歌曲部分，並在14歲時將這首歌曲填上了詞，完成了她之後廣為人知的第一首創作。1991年12月31日，拍攝了第一支廣告“橘色司迪麥”，其後開始陸續拍攝一些廣告及MV，過程中結識了恩師李亞明，並成為他的旗下藝人。1994年第一次參與電影拍攝，與張學友、周海媚一起在《非常偵探》中演出。

### 1995年－2000年（福茂唱片時期）

#### 清純少女時期（1995年）
1995年，范曉萱於福茂唱片旗下發行首張專輯《Rain》，主打清秀短髮、甜美的外表和嗓音，以及少女形象。同年底發行第二張專輯《自言自語》，專輯中〈你的甜蜜〉、〈眼淚〉等歌曲廣受大眾喜愛，也收錄了范曉萱第一次作詞作曲的專輯同名曲。范曉萱憑此專輯於翌年入圍台灣第7屆金曲獎最佳新人獎。

#### 兒童市場時期（1996年－1997年）
1996年，電視台因播映日本當紅卡通《櫻桃小丸子》以及《小叮噹》，需要適合的歌手來錄唱中文主題曲，於是找來范曉萱演唱。唱片公司無心插柳下，將范曉萱所唱過的卡通歌曲集結成專輯發行《小魔女的魔法書第1輯》，結果意外地暢銷，甚至超過先前兩張專輯的銷量，不僅讓范曉萱紅遍大街小巷，也讓福茂唱片意識到兒童市場的重要性。
之後范曉萱還推出了一連串的「小魔女系列」作品，如《音樂小魔女》、《小魔女第1變：舞法無天》和《小魔女的魔法書第2輯：摩登家庭》，尤其《小魔女的魔法書第2輯：摩登家庭》歌曲更加貼近小孩子，如〈我愛洗澡〉、〈刷牙歌〉等等。小魔女的成功甚至在中國大陸也產生了一定的人氣聲量和口碑。雖然在這期間也有發行國語流行專輯《好想談戀愛》，但范曉萱小魔女的形象已深植人心。然而隨著小魔女越紅，范曉萱反而越害怕被定位成兒歌歌手。原本因為出身於專業的音樂教育背景，希望能當創作歌手，結果事與願違，於是范曉萱開始努力嘗試轉型。

#### 初期轉型時期（1998年－1999年）
1998年5月，范曉萱發行專輯《Darling》，並以一頭平頭短髮亮相，希望徹底與小魔女的形象做區隔，表明了想「做自己的音樂」的理念。專輯中〈Darling〉、〈數字戀愛〉和〈失戀〉為范曉萱自己的詞曲創作，也和中國大陸音樂人李泉合作〈藍旗袍〉和〈哭了〉；而主打歌〈氧氣（缺氧版）〉廣為傳唱。這張專輯可以說是范曉萱轉型的第一步。
1999年11月，發行《我要我們在一起》專輯，范曉萱在這張專輯正式升格為製作人之一。雖然因前衛的音樂曲風和視覺造型，成為范曉萱福茂唱片時期銷售量最差的專輯，但反而於翌年的第11屆金曲獎拿下最佳流行音樂演唱專輯獎以及最佳音樂錄影帶獎兩項大獎。

### 2000年至今（獨立音樂時期）

#### 後期轉型時期（2000年－2006年）
在獲得金曲獎的肯定之後，范曉萱與舊東家福茂唱片解約，進入獨立製作時期。
首先，范曉萱在2000年7月擔任了由好友黑人陳建州與化名老劉的虛擬團體Memboboo（麵飽堡）專輯製作人，這是范曉萱第一次為除了自己以外的歌手製作專輯，在專輯中也提供了詞曲創作〈Dear〉。
2001年8月，范曉萱加入新東家擎天娛樂發行新專輯《絕世名伶》，一推出便備受矚目，曲風以爵士樂為主，受到樂評一致讚賞。未料期間突發壹周刊發佈她與好友小S、阿雅等人參加「露天搖頭派對」的不實報導，攪亂她所有原訂計劃。范曉萱取消了所有專輯的宣傳活動（包含拍攝音樂錄影帶），只把預定的香港演唱會做完。並表明堅持對壹周刊提告，證實自己清白。
2003年2月，范曉萱與周俊偉、金木義則合組團體「福祿壽」發行專輯《序》，把宗教音樂、不同語言和音樂元素重新融合的創舉，讓此專輯獲第四屆華語傳媒音樂「最佳電子藝人獎」的肯定。
2004年12月，范曉萱與林暐哲工作室合作發行相隔3年的個人專輯《還有別的辦法嗎》，專輯記錄著期間她罹患憂鬱症時的心情，是以單純鋼琴演奏及詞曲創作交錯成的一張「音樂日記」。
2005年4月，范曉萱發行書籍作品《亂寫》，記錄了范曉萱2001-2003年憂鬱症的康復歷程，與《還有別的辦法嗎》形成了無聲及有聲的兩本心情日記。

#### 獨立樂團時期（2007年至今）
2007年8月，范曉萱與Allen（前雞腿飯樂團吉他手）、MO（前MOJO樂團團員）、Robert（前MOJO樂團團員）組成「范曉萱&100%樂團」，並首次以范曉萱自己的獨立製作公司「吃草的魚」發行《突破》影音專輯，進一步實現玩樂團的計畫，曲風以搖滾樂為主，有收錄3首單曲的CD以及3首MV+1支紀錄片的DVD。專輯以突破和重生為主題，其中歌曲〈那種女孩〉更表達范曉萱一路上對“做自己”的堅持。
翌年第19屆金曲獎，范曉萱&100%樂團以入圍最佳樂團獎及最佳音樂錄影帶獎的身分盛裝出席。這是范曉萱相隔8年再度入圍金曲獎，雖然最終沒抱走獎項，但范曉萱依舊持續計畫下張專輯。
兩年後的2009年8月，范曉萱&100%樂團發行第二張專輯《赤子》，這次專輯收錄10首歌，主題大量拋棄范曉萱過往常有的灰暗曲風，表現出玩音樂的赤子之心，並嘗試更多不同的搖滾元素，其中歌曲〈管它什麼音樂〉的MV特別邀請好友小S編舞造成熱潮，也讓該曲廣為人知。
翌年第21屆金曲獎，范曉萱&100%樂團再度入圍最佳樂團獎、最佳音樂錄影帶獎，以及范曉萱個人以專輯中歌曲〈主人〉入圍的最佳單曲製作人獎。最終范曉萱拿下最佳單曲製作人獎，這是范曉萱相隔10年再度獲得金曲獎獎座。
多年下來，在以上幾張專輯的磨練下，范曉萱的音樂風格漸漸成熟，不僅成立自己的音樂廠牌、組了所愛的樂團，也踏上了專輯製作人的道路，走出一片自己的音樂天地。

### 戲劇之路
自2010年起，范曉萱幾乎一年會有一部電影上映，其自然的演技頗受好評。2012年更以電影《聽風者》入圍第49屆台灣金馬獎及第32屆香港電影金像獎最佳女配角，逐漸展開影歌雙棲之路線。
2013年4月3日，由范曉萱主演的電影《明天記得愛上我》在臺灣上映。
2020年8月26日，范曉萱以Netflix首部原創自製台劇《罪夢者》，首度入圍第55屆金鐘獎迷你劇集最佳女配角獎。

### 參與中國大陸節目
2016年，范曉萱受邀加入中國大陸流行歌曲創作節目《中國好歌曲》第三季，與陶喆、劉歡、羽泉共同擔任該節目的導師。
2019年，范曉萱與同爲台灣藝人的多年閨蜜好友大小S及阿雅合體「四姐妹」，一同到緬甸錄製中國大陸的實境綜藝節目《我們是真正的朋友》。

### 個人生活

#### 《壹週刊》「露天搖頭派對」報導
2001年8月9日，《壹週刊》第11期以「露天搖頭派對」為封面主題，報導小S、范曉萱、阿雅、陳純甄等人參加在陽明山高級別墅舉行的露天搖頭性愛派對，疑似嗑藥。四人以妨害名譽罪向《壹週刊》提出刑事告訴及民事求償；民事部份最後和解，和解金逾千萬元。

## 音樂作品

### 個人時期

#### 單曲
- 1994年：蘇永康、范曉萱《清者自清》（電視劇《小李飛刀》插曲）
- 1996年：王力宏、范曉萱《原来的世界》
- 2001年：成龍、范曉萱《身不由己》（電影《特務迷城》主題曲）
- 2003年：李泉、范晓萱《流浪狗》
- 2005年：伍佰&China Blue、范曉萱《海上的島》
- 2008年：范曉萱《目眩神暈》
- 2009年：DJ Tommy、范曉萱《開機關機》
- 2014年：何超與海膽仔、范曉萱&100%樂團《好女孩》
- 2015年：范曉萱+A《年》
- 2015年：范曉萱《同步》（電影《陪安東尼渡過漫長歲月》主題曲）
- 2016年：卜星慧、范曉萱《別說晚安》
- 2016年：BOXING樂團、范曉萱《巫露玛》
- 2018年：左小祖咒、范曉萱《你之所以是你》（電影《西虹市首富》片尾曲）
- 2019年：徐熙媛、徐熙娣、柳翰雅、范曉萱《姐妹們的旅行》
- 2019年：YELLOW黃宣、范曉萱《獨上C樓》
- 2019年：秦昊、范曉萱《悲劇總以喜劇的方式呈現》
- 2021年：范曉萱《I Promise》（2021大甲媽祖遶境開幕曲）
- 2021年：范曉萱《活過》（電影《鏡像人·明日青春》主题曲）
- 2024年：張蔓姿 feat. 范曉萱《Crying in Bed》

#### 國語專輯
| 專輯名稱       | 發行日期       | 唱片公司     | 備註                                                                |
| -------------- | -------------- | ------------ | ------------------------------------------------------------------- |
| Rain           | 1995年4月18日  | 福茂唱片     | 第1張國語專輯                                                       |
| 自言自語       | 1995年12月7日  | 福茂唱片     | 第2張國語專輯，同名主打為范曉萱第一首詞曲創作                       |
| 好想談戀愛     | 1996年12月5日  | 福茂唱片     | 第3張國語專輯，范曉萱首次參與專輯歌曲製作                           |
| Darling        | 1998年5月18日  | 福茂唱片     | 第4張國語專輯                                                       |
| 我要我們在一起 | 1999年11月30日 | 福茂唱片     | 第5張國語專輯，榮獲金曲獎最佳流行音樂演唱專輯獎                     |
| 絕世名伶       | 2001年8月25日  | 擎天娛樂     | 第6張國語專輯，獨立製作專輯                                         |
| 還有別的辦法嗎 | 2004年12月29日 | 林暐哲音樂社 | 第7張國語專輯，獨立製作專輯，林暐哲音樂社的標誌旁有著“吃草的魚”字樣 |

#### 影音專輯
| 專輯名稱 | 發行日期      | 唱片公司     | 備註     |
| -------- | ------------- | ------------ | -------- |
| 樂園     | 2005年4月22日 | 林暐哲音樂社 | 影音專輯 |

#### 國語EP
| 專輯名稱   | 發行日期  | 唱片公司 | 備註             |
| ---------- | --------- | -------- | ---------------- |
| 音樂小魔女 | 1996年6月 | 福茂唱片 | 收錄舊歌重新發行 |

#### 國語精選輯
| 專輯名稱                                               | 發行日期      | 發行公司 | 備註                                           |
| ------------------------------------------------------ | ------------- | -------- | ---------------------------------------------- |
| 范曉萱純摯年代黃金精選集 (The Best of Mavis 1995~1997) | 1998年7月     | 福茂唱片 |                                                |
| 星星精選                                               | 2001年9月12日 | 福茂唱片 | 收錄1首新歌《星星》                            |
| 我要我們的范曉萱                                       | 2004年9月     | 福茂唱片 | 除收錄福茂時期的作品還收錄了《絕世名伶》的曲目 |
| 范曉萱國語真經典                                       | 2005年3月     | 環球唱片 |                                                |

#### 合輯
| 合輯名稱               | 發行日期  | 發行公司   | 備註                           |
| ---------------------- | --------- | ---------- | ------------------------------ |
| 甜蜜·眼淚              | 1996年3月 | 新藝寶唱片 | 為《Rain》和《自言自語》的合輯 |
| 拉闊音樂 Music Is Live | 1998年    | 新藝寶唱片 | 與陳潔儀及李樂詩的現場合輯     |

#### 兒歌專輯
| 專輯名稱                     | 發行日期      | 唱片公司 | 備註                                                                         |
| ---------------------------- | ------------- | -------- | ---------------------------------------------------------------------------- |
| 小魔女魔法書第1輯            | 1996年3月     | 福茂唱片 | 第1張兒童專輯，翻唱《哆啦A夢（小叮噹）》、《龍貓（豆豆龍）》等日本動畫主題曲 |
| 小魔女變身舞曲第1變-舞法無天 | 1997年3月     | 福茂唱片 | 將舊歌重新編曲                                                               |
| 小魔女の魔法書2 魔登家庭     | 1997年5月13日 | 福茂唱片 | 第2張兒童專輯                                                                |
| 聖誕快樂Song                 | 1997年12月5日 | 福茂唱片 |                                                                              |

#### 兒歌EP
| 專輯名稱     | 發行日期  | 唱片公司 | 備註                           |
| ------------ | --------- | -------- | ------------------------------ |
| 冰淇淋的祈禱 | 1996年8月 | 福茂唱片 | 收錄舊歌和新歌《冰淇淋的祈禱》 |

#### 有聲書專輯
| 專輯名稱               | 發行日期  | 唱片公司 | 備註               |
| ---------------------- | --------- | -------- | ------------------ |
| 給孩童的音樂幻想小故事 | 2023年4月 | 吃草的魚 | 和鋼琴家張郁苓合作 |

| 專輯名稱               | 發行日期  | 唱片公司 | 備註               |
| ---------------------- | --------- | -------- | ------------------ |
| 給孩童的音樂幻想小故事 | 2023年4月 | 吃草的魚 | 和鋼琴家張郁苓合作 |

### 團體時期

#### 專輯
| 專輯名稱 | 團體名稱        | 發行日期      | 發行公司 | 備註                                   |
| -------- | --------------- | ------------- | -------- | -------------------------------------- |
| 序       | 福祿壽          | 2003年2月24日 | 馬雅唱片 | 福祿壽的成員為范曉萱、周俊偉和金木義則 |
| 突破     | 范曉萱&100%樂團 | 2007年8月15日 | 吃草的魚 | CD＋DVD及紀錄片                        |
| 赤子     | 范曉萱&100%樂團 | 2009年8月10日 | 吃草的魚 |                                        |

#### EP
| 專輯名稱    | 團體名稱 | 發行日期       | 發行公司 | 備註               |
| ----------- | -------- | -------------- | -------- | ------------------ |
| 冬 EP –當下 | 范曉萱+A | 2014年12月25日 | 吃草的魚 | 1000張附編號限量CD |
| 夏 EP –謝謝 | 范曉萱+A | 2015年8月20日  | 吃草的魚 | 1200張附編號限量CD |

### 音樂創作／製作

#### 個人專輯作品
| 歌曲／專輯名稱            | 詞曲／製作       | 發行專輯          | 發行公司     |
| ------------------------- | ---------------- | ----------------- | ------------ |
| 自言自語                  | 作詞作曲         | 自言自語          | 福茂唱片     |
| 《好想談戀愛》專輯        | 協力製作         | 好想談戀愛        | 福茂唱片     |
| 好想談戀愛                | 作曲             | 好想談戀愛        | 福茂唱片     |
| 《Darling》專輯           | 協力製作         | Darling           | 福茂唱片     |
| Darling                   | 作詞作曲         | Darling           | 福茂唱片     |
| 數字戀愛                  | 作詞作曲         | Darling           | 福茂唱片     |
| 失戀                      | 作詞作曲         | Darling           | 福茂唱片     |
| Tell Her                  | 作詞             | Darling           | 福茂唱片     |
| 咖啡                      | 作詞             | Darling           | 福茂唱片     |
| 《我要我們在一起》專輯    | 製作人之一       | 我要我們在一起    | 福茂唱片     |
| Sometimes                 | 作詞             | 我要我們在一起    | 福茂唱片     |
| 我是真的很開心            | 作詞             | 我要我們在一起    | 福茂唱片     |
| 想你                      | 作曲             | 我要我們在一起    | 福茂唱片     |
| 飛機上的幾個小時          | 作詞             | 我要我們在一起    | 福茂唱片     |
| 看不見                    | 作詞作曲         | 我要我們在一起    | 福茂唱片     |
| 《絕世名伶》專輯          | 製作人           | 絕世名伶          | 擎天娛樂     |
| You don't trust me at all | 作詞作曲         | 絕世名伶          | 擎天娛樂     |
| 失控的胖子                | 作詞作曲         | 絕世名伶          | 擎天娛樂     |
| 祢                        | 作詞作曲         | 絕世名伶          | 擎天娛樂     |
| 起毛球                    | 作詞作曲         | 絕世名伶          | 擎天娛樂     |
| 男人                      | 作詞作曲         | 絕世名伶          | 擎天娛樂     |
| 人類                      | 作詞             | 絕世名伶          | 擎天娛樂     |
| 《椰子罐頭》遊戲主題曲    | 作詞作曲演唱製作 |                   |              |
| 《還有別的辦法嗎》專輯    | 製作人           | 還有別的辦法嗎    | 林暐哲音樂社 |
| Fly                       | 作曲             | 還有別的辦法嗎    | 林暐哲音樂社 |
| 出氣球                    | 作詞作曲         | 還有別的辦法嗎    | 林暐哲音樂社 |
| Why? Oh! Why?             | 作詞作曲         | 還有別的辦法嗎    | 林暐哲音樂社 |
| a小調                     | 作曲             | 還有別的辦法嗎    | 林暐哲音樂社 |
| 因為                      | 作曲             | 還有別的辦法嗎    | 林暐哲音樂社 |
| The Craziest Piano        | 作曲             | 還有別的辦法嗎    | 林暐哲音樂社 |
| 戰                        | 作詞作曲         | 還有別的辦法嗎    | 林暐哲音樂社 |
| 蛤?                       | 作詞作曲         | 還有別的辦法嗎    | 林暐哲音樂社 |
| 木馬                      | 作曲             | 還有別的辦法嗎    | 林暐哲音樂社 |
| You're Not My Sunshine    | 改編詞曲         | 還有別的辦法嗎    | 林暐哲音樂社 |
| 外婆睡前的吟唱            | 作曲             | 還有別的辦法嗎    | 林暐哲音樂社 |
| 《突破》影音專輯          | 製作人           | 突破              | 吃草的魚     |
| 屬於                      | 作詞             | 突破              | 吃草的魚     |
| 那種女孩                  | 作詞作曲         | 突破              | 吃草的魚     |
| Why                       | 作曲             | 突破              | 吃草的魚     |
| 目眩神暈                  | 作詞作曲製作     | 攝影書[100 Mavis] | 吃草的魚     |
| 《赤子》專輯              | 製作人           | 赤子              | 吃草的魚     |
| 鬼打牆                    | 作詞編曲         | 赤子              | 吃草的魚     |
| 裡面外面                  | 作詞編曲         | 赤子              | 吃草的魚     |
| 電影                      | 作詞作曲編曲     | 赤子              | 吃草的魚     |
| 我要去哪裡                | 作曲編曲         | 赤子              | 吃草的魚     |
| 主人                      | 作詞編曲         | 赤子              | 吃草的魚     |
| 明白                      | 作詞編曲         | 赤子              | 吃草的魚     |
| 管他什麼音樂              | 作曲編曲         | 赤子              | 吃草的魚     |
| 黯淡的夜                  | 編曲             | 赤子              | 吃草的魚     |
| 幽默感                    | 作詞作曲編曲     | 赤子              | 吃草的魚     |
| 一起                      | 作詞編曲         | 赤子              | 吃草的魚     |

#### 其他歌手作品
| 歌曲名称（歌曲说明）              | 演唱者                 | 所属专辑                 | 发行时间   |
| --------------------------------- | ---------------------- | ------------------------ | ---------- |
| Dear （作曲）                     | Memboboo（麵飽堡）     | 麵飽堡                   | 2000-07-27 |
| 沙漠 （参与作词）                 | ASOS                   | 变态少女                 | 2001-12-29 |
| 龙卷风 （作词）                   | ASOS                   | 变态少女                 | 2001-12-29 |
| 第二次分手 （作曲）               | 鄭秀文                 | Becoming Sammi           | 2002-07-20 |
| 我俩一同飞去 （参与作词）         | 許茹芸                 | 芸開了                   | 2002-11-01 |
| KiKi等等 （作曲）                 | 丁文琪                 | kiki 2骗子               | 2002-12-01 |
| 别以为 （词曲）                   | 川島茉樹代（Makiyo）   | 魔术代                   | 2004-07-09 |
| 黑盒子 （作曲）                   | Twins                  | 八十块环游世界           | 2006-06-02 |
| Funky Underground （词曲）        | 容祖兒                 | Jump Up 9492             | 2006-07-21 |
| 极端爱我 （词曲）                 | 容祖兒                 | Jump Up 9492             | 2006-07-21 |
| 秘密的伤 （作曲）                 | 何超儀                 | Elastic Rock             | 2008-04-15 |
| 爱情灵药 （作曲）                 | 何超儀                 | Elastic Rock             | 2008-04-15 |
| 孤单旁白 （作曲）                 | 吳佩慈                 | 夜光航线                 | 2008-10-24 |
| 廉价哀伤 （作曲）                 | 李克勤                 | Today Special            | 2009-01-09 |
| 好心情 （作曲）                   | 朱孝天                 | Getting real             | 2009-01-15 |
| 学会感觉 （词曲）                 | 周筆暢                 | 时间                     | 2009-07-08 |
| 你为什么哭了呢 （作曲）           | 陳奕迅                 | 上五樓的快活             | 2009-09-23 |
| 钻石 （作曲）                     | 徐熙媛                 | 电视剧《泡沫之夏》片尾曲 | 2010-07-09 |
| 黑猫与牛奶 （作曲）               | 黃曉明vs徐熙媛/沈建宏  | 电视剧《泡沫之夏》插曲   | 2010-07-09 |
| 香水 （製作）                     | 徐佳瑩                 | 極限                     | 2010-09-02 |
| In the end （作词）               | 何韻詩                 | 无名·诗                  | 2010-09-30 |
| 辞 （作曲）                       | 范冰冰                 | 电影《观音山》主题曲     | 2011-02-20 |
| Have a good life （詞曲）         | Miss DD                | Miss DD                  | 2012-5-11  |
| 喂 对不起 （作曲）                | 張芸京                 | 小女孩                   | 2012-10    |
| 小心我撒野 （詞曲）               | 楊乃文                 | ZERO                     | 2013-12-20 |
| 好女孩 (作詞)                     | 何超與海膽仔           | 搖滾妹子                 | 2014-12-05 |
| Can I kiss you （编曲）           | 曾軼可                 | 25岁的晴和雨             | 2015-8-20  |
| 别祝我生日快乐 （编曲）           | 曾軼可                 | 25岁的晴和雨             | 2015-9-14  |
| 破车 （编曲）                     | 曾軼可                 | 25岁的晴和雨             | 2015-10-14 |
| 巫露瑪Uliuman （參與作詞、作曲）  | BOXING樂團、范曉萱     | 不簡單                   | 2016-12-22 |
| 鯉魚歌 （作曲）                   | 小S                    | 電影《吃吃的愛》插曲     | 2017-05-23 |
| 姊妹們的旅行 （參與作詞）（作曲） | 大S、小S、阿雅、范曉萱 | 《我們是真正的朋友》插曲 | 2019-06-18 |

#### 參與歌曲的長笛、鋼琴演奏
- 2000年：江美琪 -《我又想起你》
- 2001年：許哲珮 -《白色婚禮》
- 2003年：范瑋琪 -《那些花兒》
- 2008年：張信哲 -《天使的眼淚》

#### 電影配乐
- 2008年：《情非得已之生存之道》配乐
- 2008年：《爱的发声练习》配乐

## 演唱會
- 2001年9月：香港新伊館《絕世名伶演唱會》
- 2008年2月：香港九展Starhall《演》
- 2008年5月：上海大舞台《我們就這樣長大了》
- 2009年10月16日：北京展覽館劇場《一起來一起》
- 2010年5月28日：四川成都体育馆《一起來一起》

## 演出作品

### 電影
- 1994年：《非常偵探》飾演中國特異功能少女
- 2005年：《戀愛地圖》飾演阿蘇
- 2010年：《戀人絮語》飾演阿琪
- 2011年：《龍門飛甲》飾演素慧容
- 2012年：《聽風者》飾演沈靜
- 2013年：《明天記得愛上我》飾演阿鳳
- 2016年：《驚天破》飾演莫秀

### 電視劇
- 2019年：Netflix《罪夢者》飾演白蘭

### 短片
- 2012年：《刷新3+7 說好我們的店》（飾演張穎）
- 2013年：《分享愛》（流浪動物公益微電影）
- 2023年：《馬語》

### 配音
- 動畫電影《瘋狂原始人》（中國大陸版）─小伊

### 主持節目
- 1996年：《金曲龍虎榜》
- 2004年12月-2005年3月：《台灣ROC》（與林暐哲共同主持）

### 參與節目
- 2016年：《中國好歌曲第三季》（擔任導師）、《中國新歌聲第一季》（哈林戰隊助陣導師）
- 2019年：《我們是真正的朋友》

## 出版作品

### 書籍
| 書名                 | 出版日期   | 備註                                  |
| -------------------- | ---------- | ------------------------------------- |
| 自言自語專輯同名寫真 | 1995年12月 | 專輯寫真                              |
| 亂寫                 | 2005年4月  | 紀錄范曉萱2001-2003年憂鬱症的康復歷程 |
| 攝影書[100 Mavis]    | 2009年1月  | 100張攝影照片+1首單曲：目眩神暈       |

## 獎項

### 音樂獎項
| 年份 | 典禮類型                     | 獎項                              | 作品               | 結果 |
| ---- | ---------------------------- | --------------------------------- | ------------------ | ---- |
| 1995 | 第2屆華語音樂榜中榜          | 最佳新人獎                        | 《自言自語》       | 獲獎 |
| 1995 | 第6屆金曲龍虎榜              | 最佳新人偶像                      | 《自言自語》       | 獲獎 |
| 1996 | 第7屆金曲獎                  | 最佳新人獎                        | 《自言自語》       | 提名 |
| 1996 | 第3屆華語音樂榜中榜          | TOP20歌曲                         | <眼淚>             | 獲獎 |
| 1997 | 第19屆十大中文金曲頒獎音樂會 | 最有前途新人(優異獎)              | 《自言自語》       | 獲獎 |
| 1997 | 香港商業電台                 | 十大少年偶像                      | 《自言自語》       | 獲獎 |
| 1997 | 第5屆新城勁爆大躍進          | 國語女歌手獎                      | 《自言自語》       | 獲獎 |
| 1997 | 1997中華音樂人交流協會       | 十大專輯                          | 《好想談戀愛》     | 獲獎 |
| 1997 | 第2屆YMC至尊榜               | 國語歌曲獎                        | 《Darling》        | 獲獎 |
| 1998 | 第5屆華語音樂榜中榜          | TOP20歌曲                         | 《Darling》        | 獲獎 |
| 1999 | 第2屆中華音樂人交流協會      | 十大專輯                          | 《Darling》        | 獲獎 |
| 2000 | 第11屆金曲獎                 | 最佳國語女演唱人                  | 《我要我們在一起》 | 提名 |
| 2000 | 第11屆金曲獎                 | 最佳專輯製作人                    | 《我要我們在一起》 | 提名 |
| 2000 | 第11屆金曲獎                 | 最佳流行音樂演唱專輯獎            | 《我要我們在一起》 | 獲獎 |
| 2000 | 台灣流行音樂百張最佳專輯     | 1993-2005台灣流行音樂百張最佳專輯 | 《我要我們在一起》 | 獲獎 |
| 2000 | 第3屆中華音樂人交流協會      | 十大專輯                          | 《我要我們在一起》 | 獲獎 |
| 2000 | 第3屆中華音樂人交流協會      | 十大單曲                          | 《我要我們在一起》 | 獲獎 |
| 2002 | 第5屆中華音樂人交流協會      | 十大專輯                          | 《絕世名伶》       | 獲獎 |
| 2003 | 第4屆華語音樂傳媒大獎        | 最佳電子歌手獎                    | 《福祿壽·序》      | 獲獎 |
| 2003 | 第3屆華語流行音樂傳媒獎      | 十大單曲                          | <流浪狗>           | 獲獎 |
| 2004 | 第4屆全球華語流行排行榜      | 最受歡迎對唱歌曲                  | <流浪狗>           | 獲獎 |
| 2005 | 第1屆新城國語力頒獎禮        | 新城國語力亞洲創作女歌手          | 《還有別的辦法嗎》 | 獲獎 |
| 2005 | 第1屆新城國語力頒獎禮        | 新城國語力歌曲                    | <出氣球>           | 獲獎 |
| 2008 | 第19屆金曲獎                 | 最佳樂團獎                        | 《突破》           | 提名 |
| 2009 | 第4屆中國廣播影視大獎        | 港台最受歡迎女歌手                | 《突破》           | 獲獎 |
| 2010 | 第21屆金曲獎                 | 最佳單曲製作人獎                  | <主人>             | 獲獎 |
| 2010 | 第21屆金曲獎                 | 最佳樂團獎                        | 《赤子》           | 提名 |
| 2010 | 第10屆華語音樂傳媒大獎       | 最佳國語女歌手                    | 《赤子》           | 獲獎 |
| 2010 | 雪碧原創音樂流行榜           | 最優秀樂隊                        | 《赤子》           | 獲獎 |
| 2010 | 第14屆全球華語榜中榜         | 洲影響力大典最佳樂隊              | 《赤子》           | 獲獎 |
| 2010 | 第13屆中華音樂人交流協會     | 十大專輯                          | 《赤子》           | 獲獎 |

### 戲劇獎項
| 年份 | 典禮類型               | 獎項                       | 作品               | 結果 |
| ---- | ---------------------- | -------------------------- | ------------------ | ---- |
| 1995 | 第14屆香港電影金像獎   | 最佳新演員                 | 《非常偵探》       | 提名 |
| 2011 | 第30屆香港電影金像獎   | 最佳原創電影歌曲           | 《戀人絮語》       | 提名 |
| 2012 | 第49屆金馬獎           | 最佳女配角                 | 《聽風者》         | 提名 |
| 2013 | 第9屆華鼎獎            | 最佳女配角                 | 《聽風者》         | 獲獎 |
| 2013 | 第32屆香港電影金像獎   | 最佳女配角                 | 《聽風者》         | 提名 |
| 2013 | 第13屆華語電影傳媒大獎 | 觀眾票選最受矚目表現       | 《聽風者》         | 提名 |
| 2014 | 第8屆亞洲電影大獎      | 最佳女配角                 | 《明天記得愛上我》 | 提名 |
| 2014 | 第14屆華語電影傳媒大獎 | 最佳女主角                 | 《明天記得愛上我》 | 提名 |
| 2020 | 第55屆金鐘獎           | 迷你劇集／電視電影女配角獎 | 《罪夢者》         | 提名 |
| 2024 | 2024金片子大賽         | 最佳女演員獎               | 《馬語》           | 提名 |

### 其他
| 年份   | 名稱                                           |
| ------ | ---------------------------------------------- |
| 1995年 | 台灣最受歡迎女新人                             |
| 1995年 | 台灣10大魅力女藝人                             |
| 1996年 | 榮獲第一位美國迪士尼形象星                     |
| 1997年 | People雜誌-1996人氣排行年度組冠軍              |
| 1997年 | 美國MTV《1997 MTV Video Music Awards》         |
| 1997年 | 民生報10大最受歡迎偶像第7名                    |
| 2009年 | 2009Kappa×YOHO!潮流盛典頒獎典禮-千錘百煉人物獎 |
| 2009年 | 2009年新京報“中國最美50人”-第13名              |

## 外部連結
- 范曉萱的Facebook專頁
- 范曉萱的新浪微博
- 范曉萱在互联网电影资料库（IMDb）上的資料（英文）
- 范曉萱在香港影庫上的簡介
- 范曉萱在时光网上的簡介（简体中文）
- 范曉萱在豆瓣上的资料（简体中文）